# 跳躍者
跳躍者（法語：Voltigeur）又称为腾跃兵，是拿破崙一世創立於1804年的法國陸軍散兵單位。跳躍者的稱呼來自他們是由騎兵來運輸的部隊，跳躍者被訓練能躍上騎兵所騎的馬背後方，以至於能更快地進入戰場。他們成為大军团（Grande Armée）的线列輕步兵營中不可或缺的一部分。

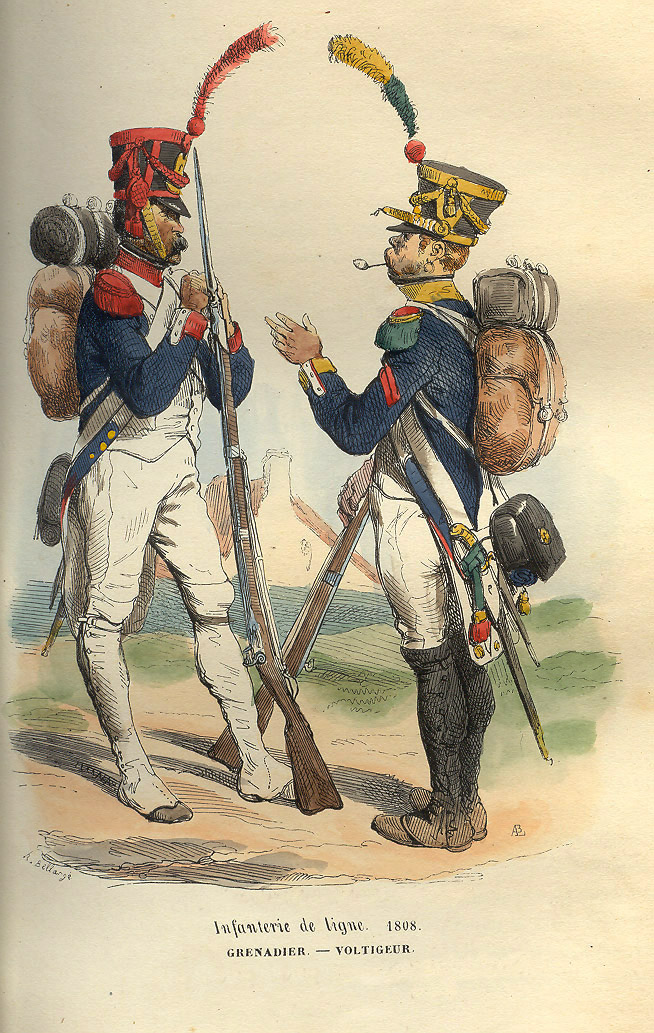
法國线列步兵：擲彈兵（左方）與跳躍者 （右方），大約在1808年。

在1804年，每一個法國线列輕步兵營皆被命令要從營中選出九十人出來創建一個連，他們將要擔任輕步兵。這個連經常脫離營去執行輕步兵的任務，作出鬆散的陣形，形成散兵線來掩護營。在理論上，跳躍者更有能力來執行狙擊與接受特別的狙擊訓練。但實際上，法國跳躍者的素質在拿破崙戰爭還在進行時就已經下降了，在1812年的俄法戰爭時，跳躍者在素質與角色上與其他「非菁英」的同袍如燧發槍兵（fusilier）連和獵兵（chasseur）連來比已經沒什麼差別了。
雖然1804年的規章是第一次正式承認跳躍者連，但在此之前對經常變革的步兵營來說，從其中選擇執行輕步兵角色的人極普遍。
隨著1807年的改組，跳躍者連擴充到120人。當全營形成戰列陣式時，跳躍者則位於戰線左方，也是第二個最負盛名的位置。而戰列右方這個最好的位置則是部屬著營裡的擲彈兵連。
隨著拿破崙的退位與波旁王的第二次復位，碩果僅存的跳躍者團隨著剩餘的全數帝國衛隊一起被解散。